# Cryptomanis
Cryptomanis is een geslacht van uitgestorven schubdieren uit de familie Patriomanidae.
Cryptomanis leefde tijdens het Laat-Eoceen in wat nu Mongolië is. Dit Aziatische schubdier was groter en robuuster dan de verwante Patriomanis. Deze twee soorten waren verder ontwikkeld dan Eomanis uit het Midden-Eoceen.